# Entella obscura
Entella obscura är en bönsyrseart som beskrevs av Max Beier. Entella obscura ingår i släktet Entella och familjen Mantidae. Inga underarter finns listade i Catalogue of Life.